# John Flaxman
John Flaxman (York, 6 juli 1755 - Londen, 7 december 1826) was een Brits beeldhouwer uit de neoclassicistische periode. Ondanks het grote aantal beelden en (graf)monumenten dat hij produceerde, dankt hij zijn bekendheid grotendeels aan zijn ontwerpen voor de porseleinfabriek Wedgwood en zijn neoklassieke lijntekeningen, die door anderen gegraveerd werden.

## Biografische schets
John Flaxman werd geboren als zoon van de gipsgieter en sierstucwerker John Flaxman, sr. (1726-1803) in York, waar zijn ouders tijdelijk verbleven. Kort na zijn geboorte keerde het gezin terug naar Londen, waar hij in de werkplaats van zijn vader het modelleren met gips leerde.
Al op jonge leeftijd werd zijn talent opgemerkt, onder anderen door de beeldhouwer George Romney, waardoor hij reeds op 12-jarige leeftijd enkele gipsfiguren mocht tentoonstellen in de kort tevoren opgerichte Free Society of Arts. Drie jaar later won een wasmodel van zijn hand een zilveren medaille op de Royal Academy Summer Exhibition. Tijdens zijn studies aan de Royal Academy of Arts leerde hij onder meer William Blake kennen.
In 1775 werd hij door Thomas Bentley en Josiah Wedgewood ingehuurd om voor de porseleinfabriek Wedgwood te gaan ontwerpen. De neoclassicistische ontwerpen van Flaxman bleken voor de porseleinfabriek zeer lucratief.

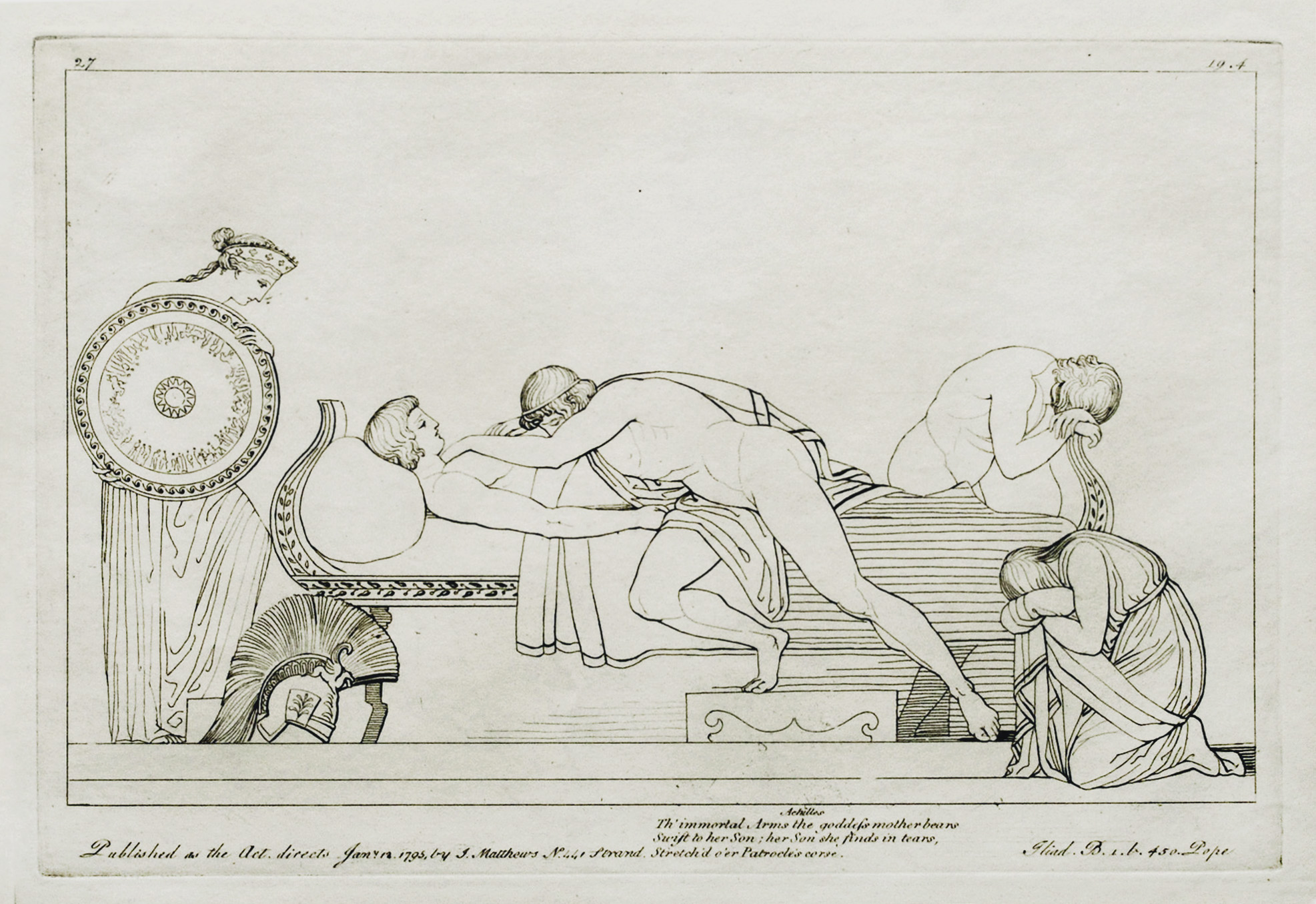
Typische 'Flaxman-lijntekening' uit de Ilias (1793), in 1795 als gravure uitgegeven

In 1782 trad hij in het huwelijk met Ann Denmann, een huwelijk dat kinderloos bleef. In 1787 ondernamen beiden, met een studiebeurs van de firma Wedgwood, een studiereis naar Rome. Daar raakte hij bevriend met onder meer de beeldhouwer Canova. Omstreeks 1793 ontwikkelde hij in Rome een tekentechniek, die gekenmerkt werd door gestileerde omtreklijnen. De tekeningen bleken zeer geschikt om als kopergravure gereproduceerd te worden. Zijn ontwerpen voor gravures van onder andere Homerus' Ilias en Odyssee (ca. 1795) vestigden Flaxmans reputatie - meer nog dan zijn beeldhouwwerk - en werden al spoedig door anderen nagevolgd.
In 1794 keerde hij met zijn vrouw naar Londen terug. In zijn atelier werkten diverse assistenten, die zijn gipsmodellen voor grafmonumenten en ander beeldhouwwerk verder uitwerkten. Een belangrijke collectie van deze gipsmodellen bevindt zich tegenwoordig in het University College London. Zijn meest ambitieuze project was een 61 meter hoog beeld van Britannia, dat hij op een heuvel bij Londen wilde laten oprichten als symbool van de Britse onoverwinnelijkheid op zee. Het project kwam niet van de grond; een kleinere versie staat thans op de gevel van de National Gallery. Rond deze tijd schreef hij ook enige gedichten, die hij zelf illustreerde. In 1800 werd hij opgenomen als lid van de Royal Academy. In 1802 maakte Flaxman een studiereis naar Parijs, een stad die hem, op een tekening van de jonge student Jean Auguste Dominique Ingres na, niet bekoorde. In 1810 bood de Royal Academy hem een positie als docent beeldhouwkunst aan. De Zwitserse schilder Johann Heinrich Füssli behoorde tot zijn studenten en noemde zijn colleges memorabel.
Flaxman overleed op 71-jarige leeftijd in Londen.

## Selectie van werken

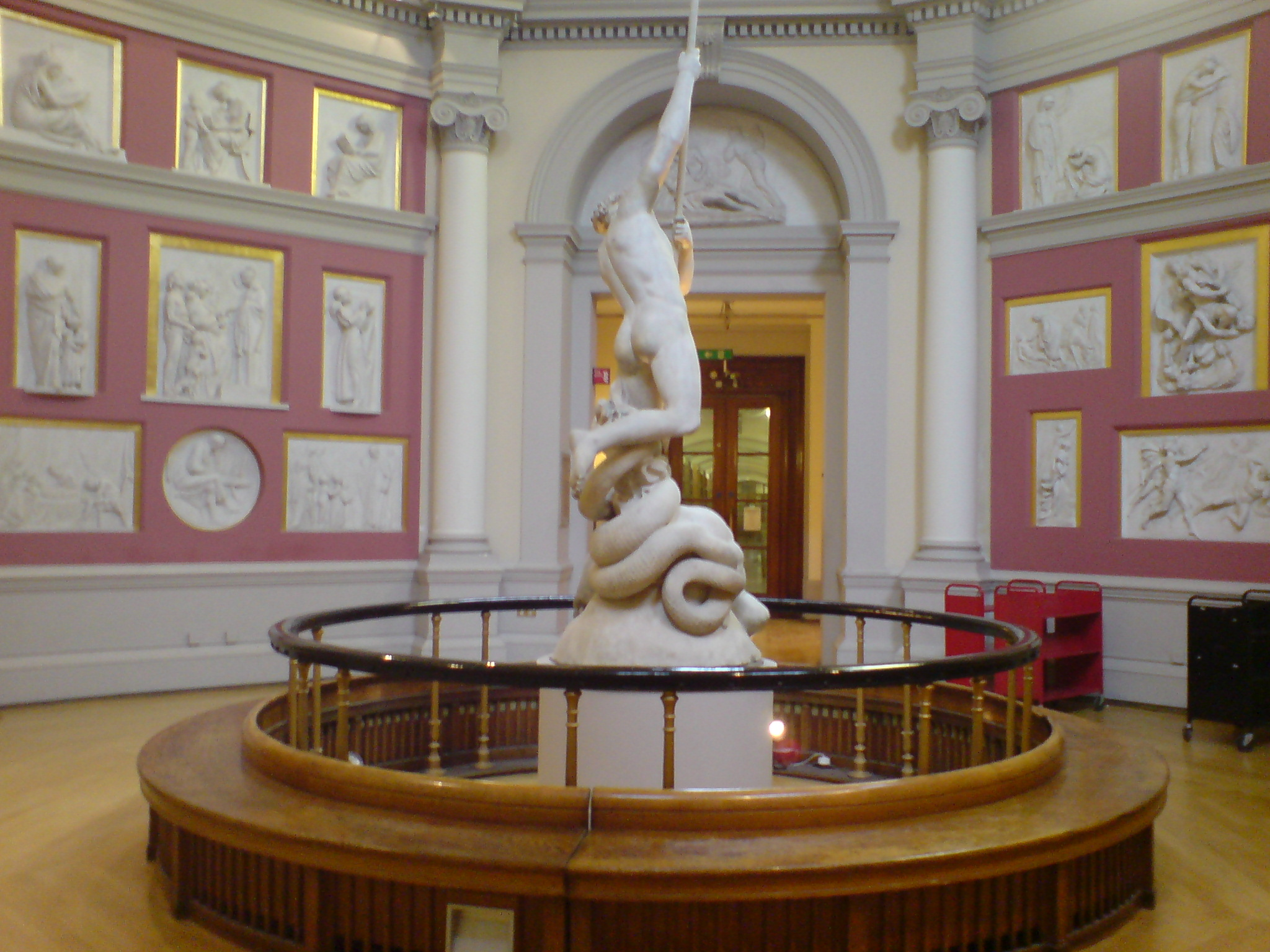
De Flaxman Gallery in het University College London

- Decoratiereliëfs voor Wedgwood-porselein, vanaf 1775
- Grafmonument Jane and Henrietta Browne, 1783 (parochiekerk Badger)
- Grafmonument Charles Philip, 1788 (parochiekerk Lyndhurst)
- Gravures Ilias en Odyssee, 1795
- The basket, 1797
- The knight with the blazing cross, 1796
- Monument voor Sir William Jones, 1797-1801 (University College, Oxford)
- Beeld Britannia National Gallery, 1797-1824?
- Cenotaaf voor Pasquale Paoli, 1798 (Westminster Abbey)
- Grafmonument voor admiraal Richard Howe, 1799 (St Paul's Cathedral)
- Portretbuste van Johann Heinrich Füssli, ca. 1800
- Monument voor kapitein Montague, 1802 (Westminster Abbey)
- Grafmonument voor Horatio Nelson, 1805 (St Paul's Cathedral)
- Beeldhouwwerk gevel Royal Opera House, 1809
- Gravures La divina commedia di Dante Alighieri (uitgave Vallardi, Milaan, 1819)

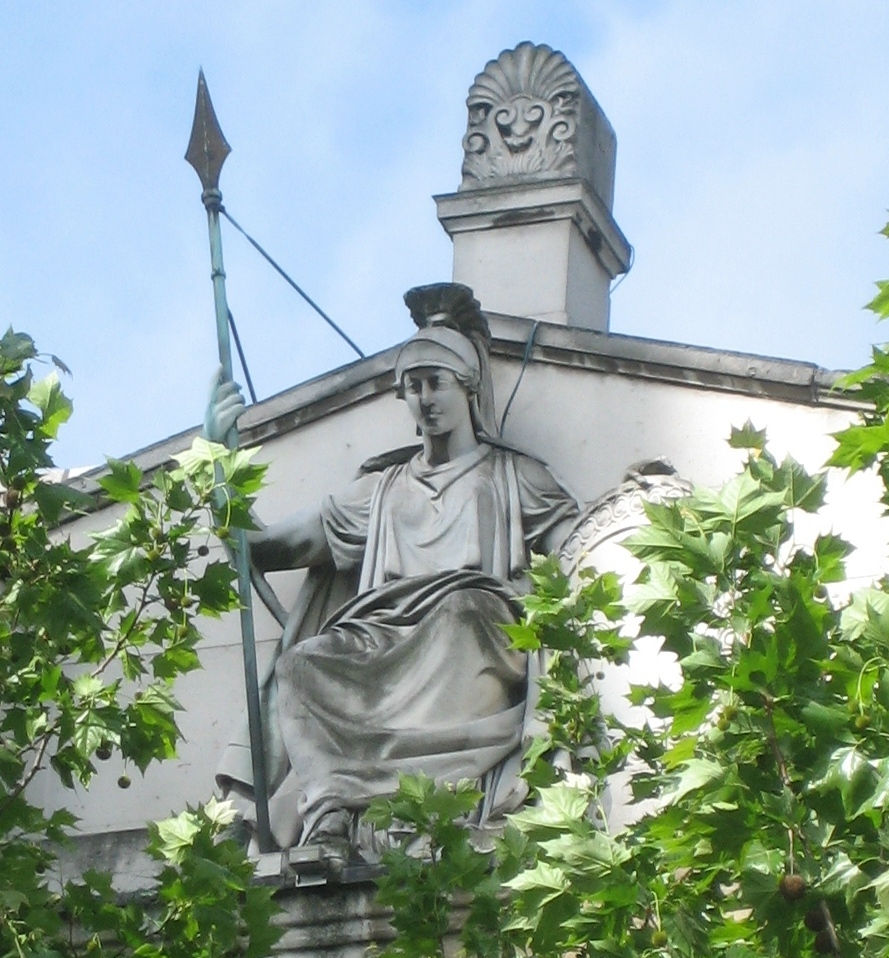
Britannia, geveldetail National Gallery
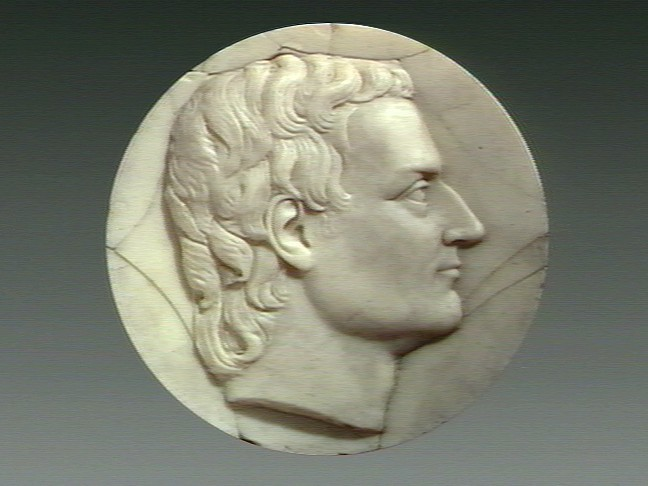
Portretmedaillon van was van Isaac Newton
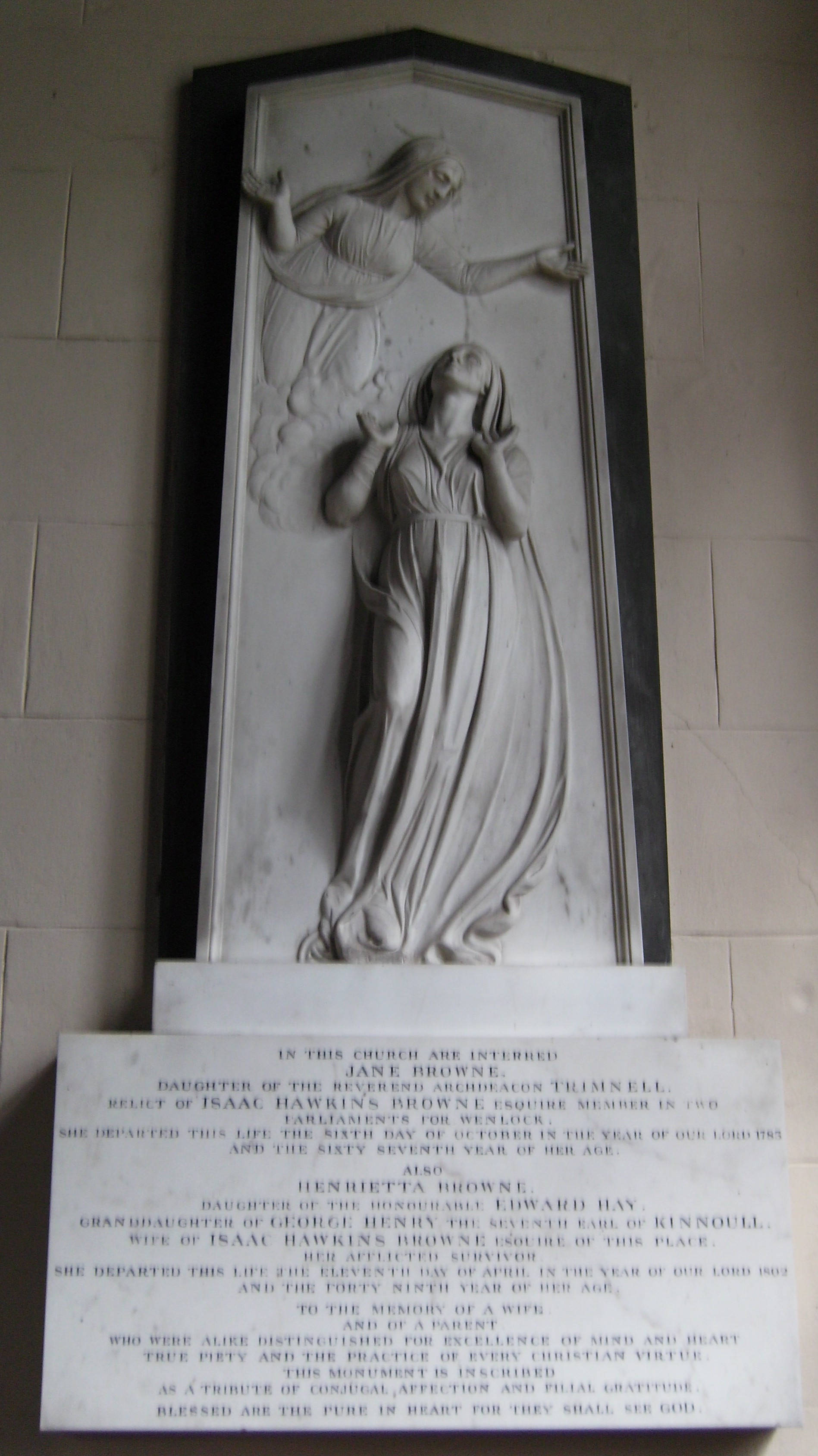
Grafmonument Jane en Henrietta Browne, 1783
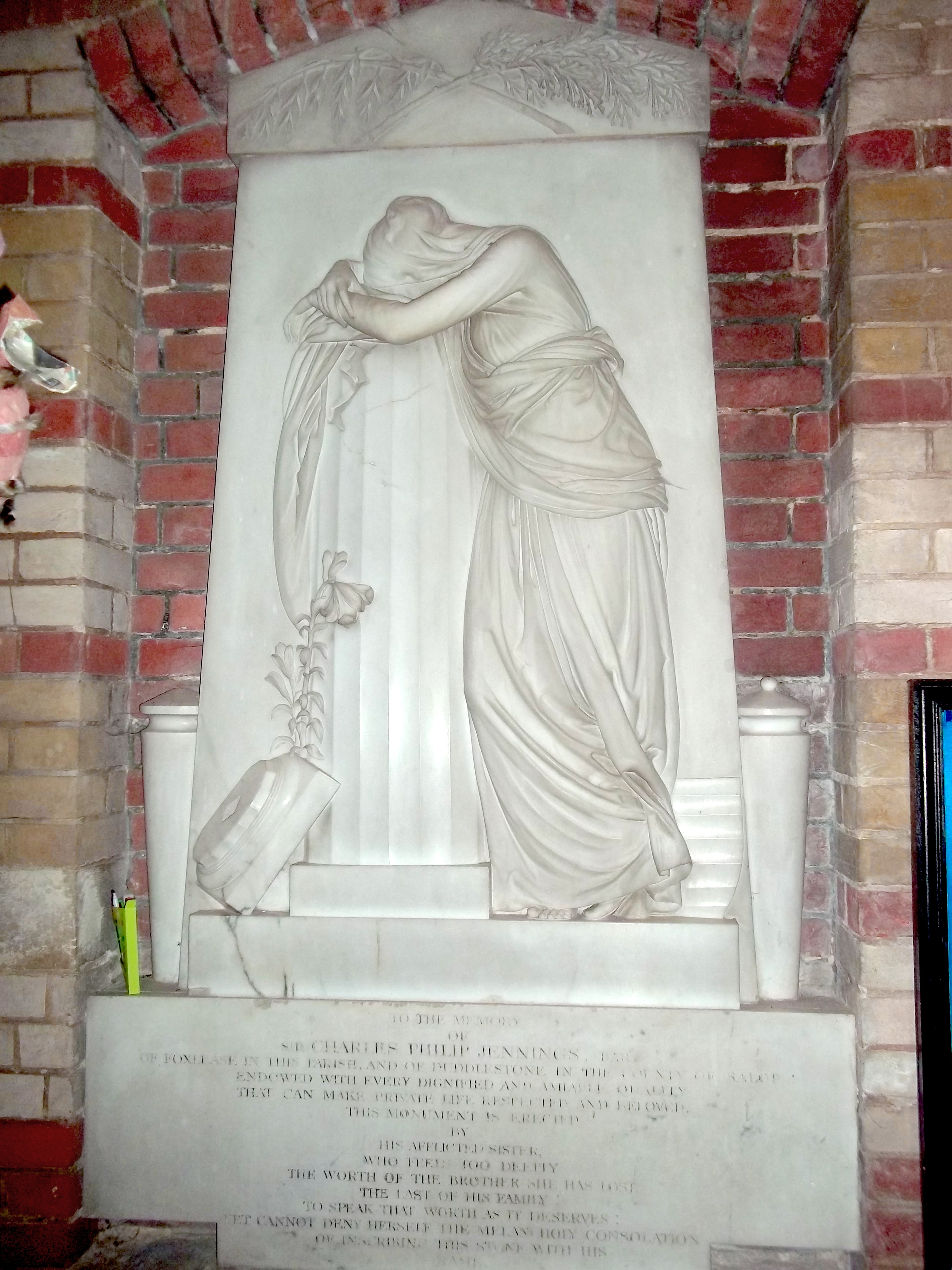
Grafmonument Charles Philip, 1788
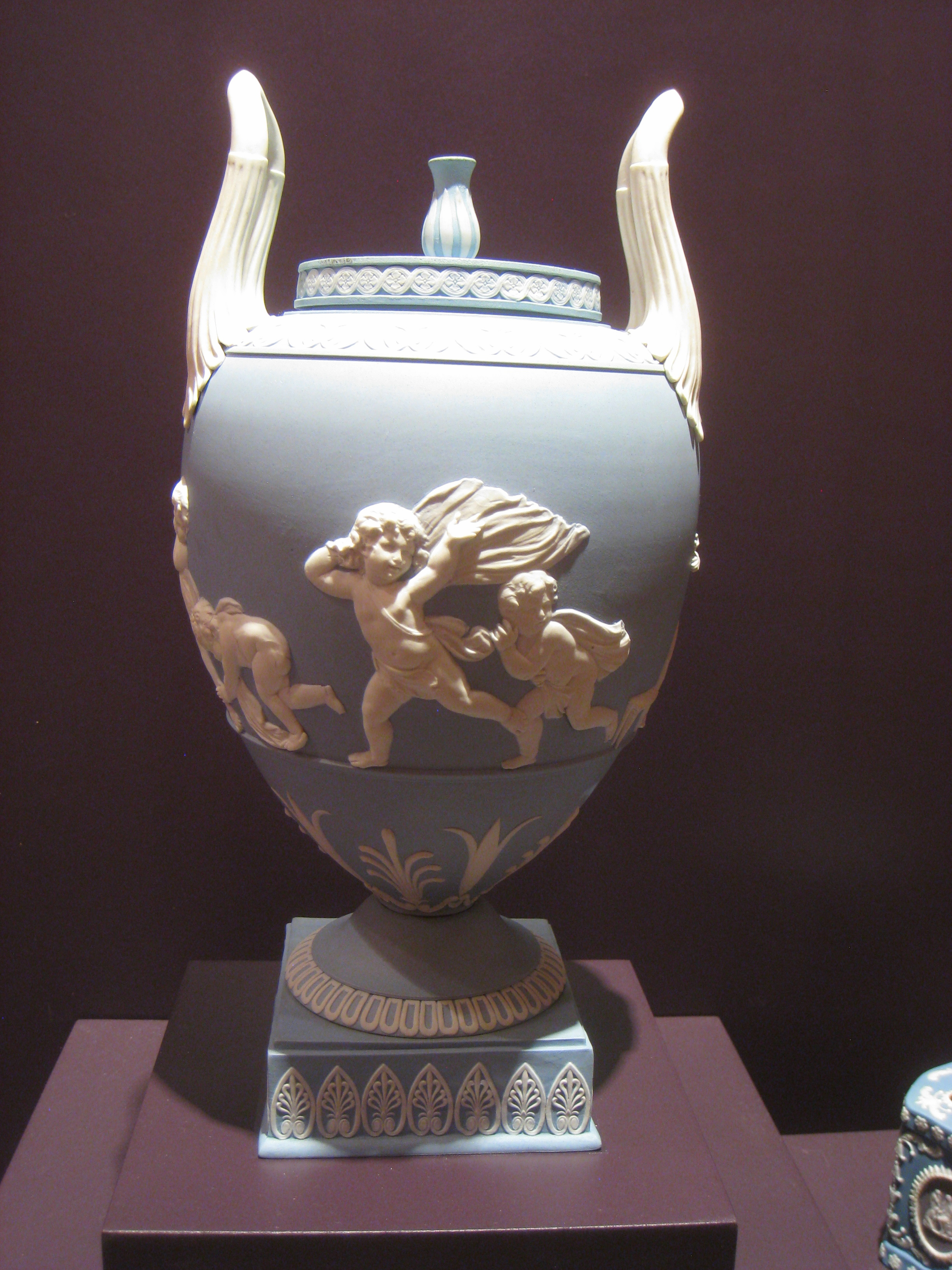
Wedgwood "Jasper ware" vaas, decoratie Flaxman, ca. 1784
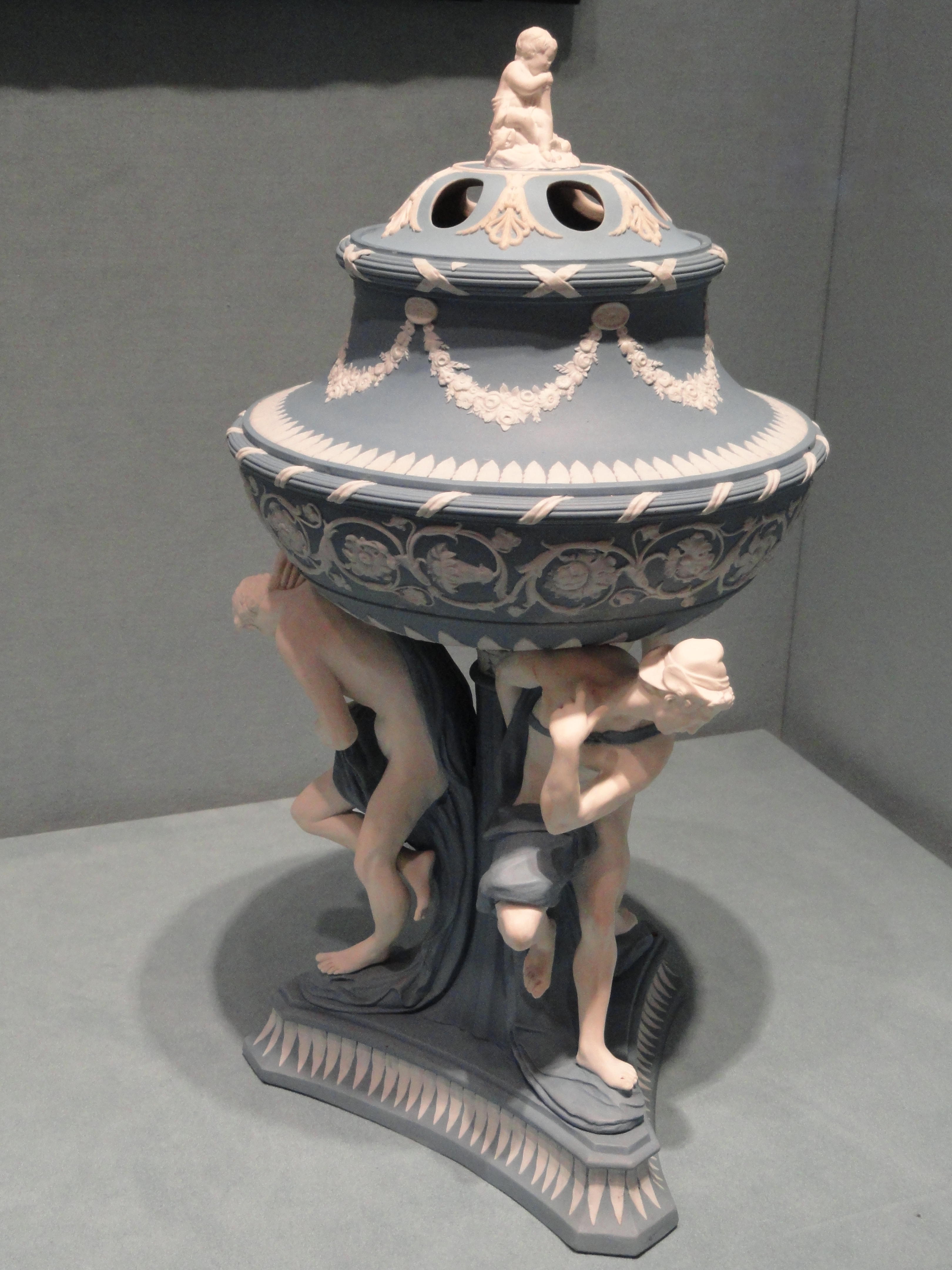
Wedgwood olielamp, decoratie Flaxman, ca. 1770-80
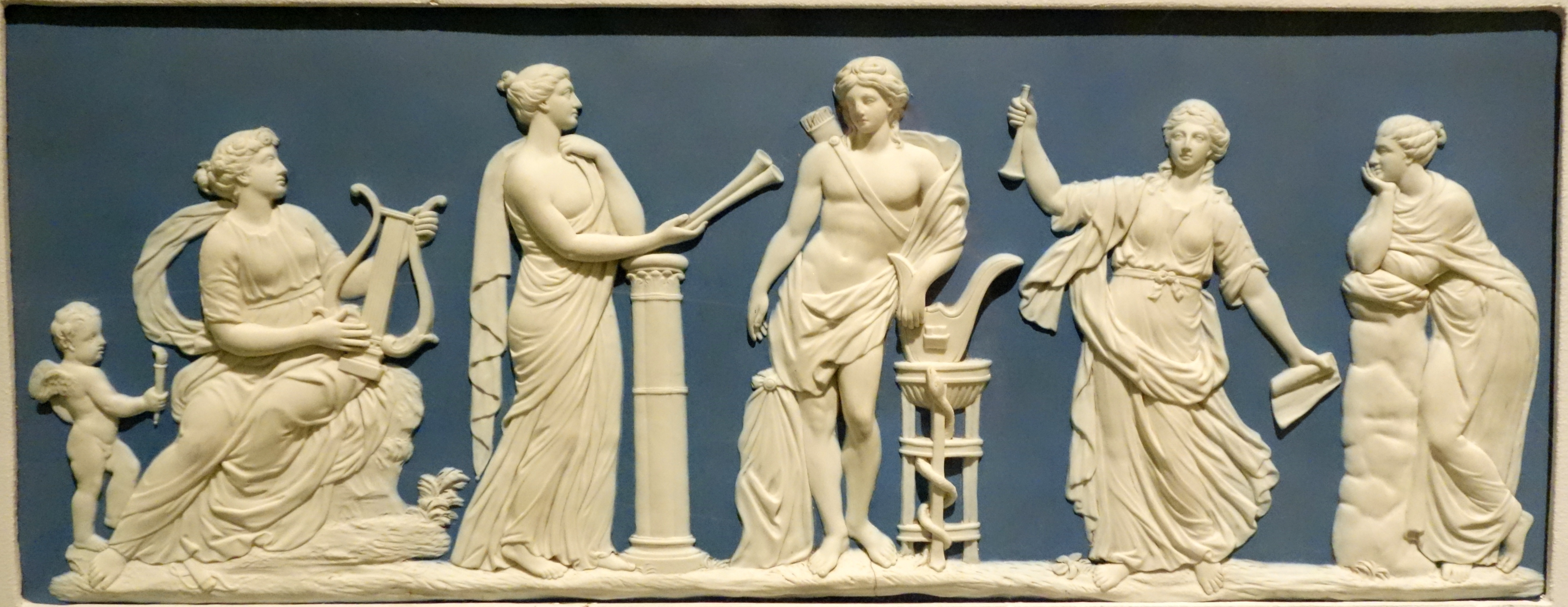
Four Muses and Apollo, Wedgwood & Bentley, 1778-80
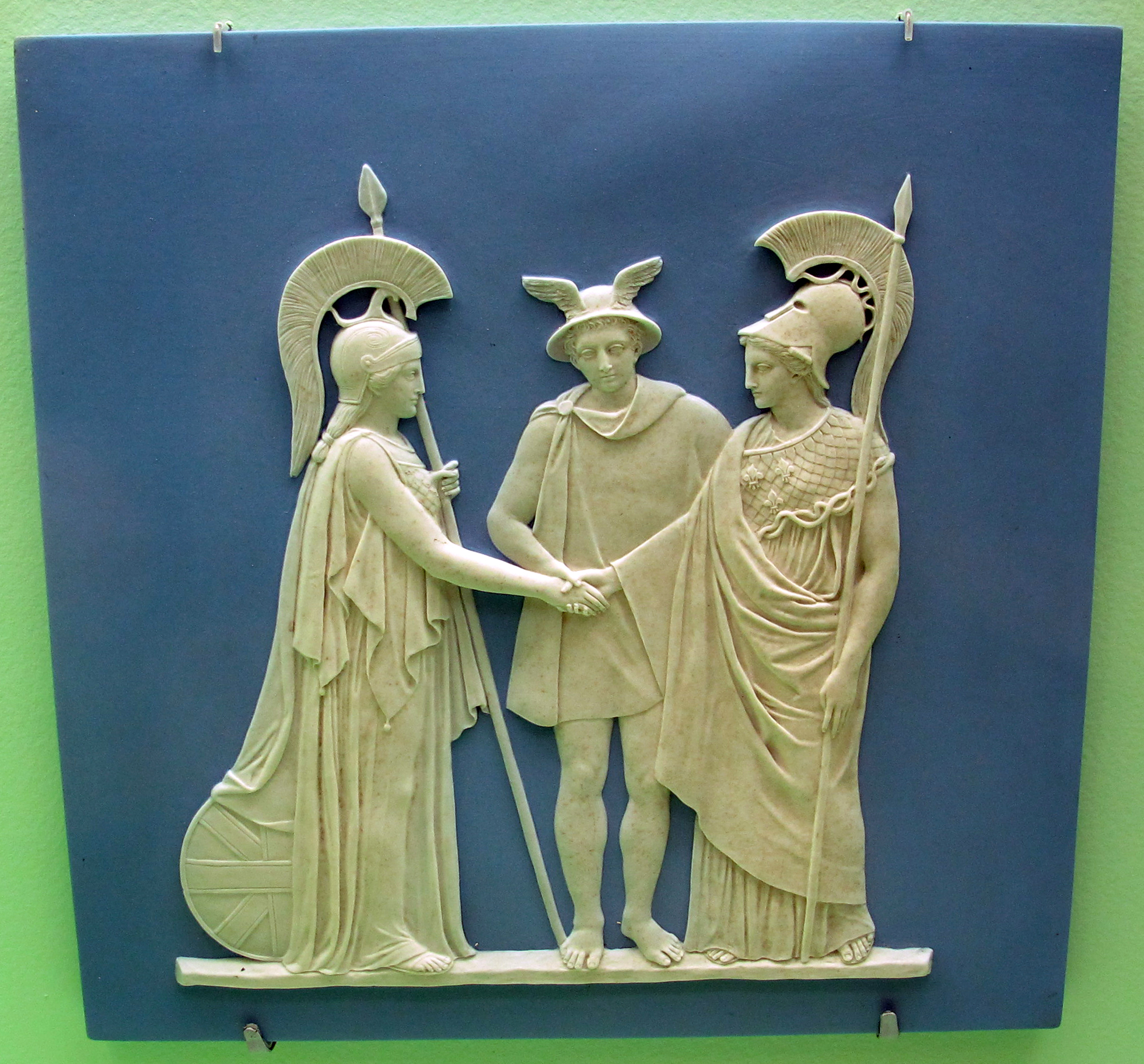
Allegorie Frans-Brits handels-verdrag, Wedgwood, 1787
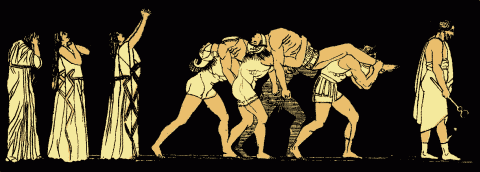
Eteocles Polynices (Griekse tragedies)
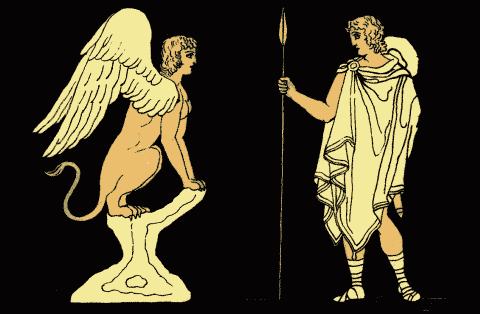
Oedipus And The Sphinx (Griekse tragedies)
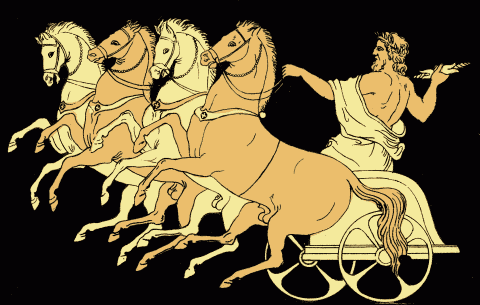
The Chariot of Zeus (Griekse tragedies)
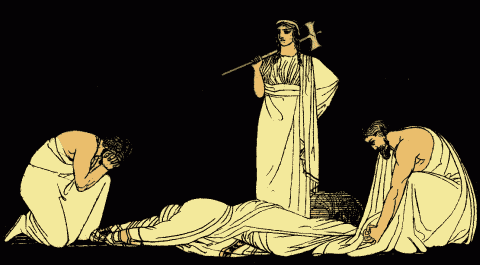
The Murder Of Agamemnon (Griekse tragedies)